# Bèlflor
Bèlflor (en francès Belflou) és un municipi de França de la regió d'Occitània, al departament de l'Aude.